# Fluviopupa
Fluviopupa es un género de molusco gasterópodo de la familia Hydrobiidae.

## Especies
Este género contienen las siguientes especies:
- Fluviopupa gracilis
- Fluviopupa ramsayi